# Vlado Lisjak
Vlado Lisjak (Petrinja, Croacia, Yugoslavia, 29 de abril de 1962) es un deportista yugoslavo retirado especialista en lucha grecorromana donde llegó a ser campeón olímpico en Los Ángeles 1984.

## Carrera deportiva
En los Juegos Olímpicos de 1984 celebrados en Los Ángeles ganó la medalla de oro en lucha grecorromana de pesos de hasta 68 kg, por delante del luchador finlandés Tapio Sipilä (plata) y del estadounidense James Martínez (bronce).